# If It's Lovin' that You Want
Singles de Rihanna
Pon de Replay
(2005) Let Me
(2005)
Pistes de Music of the Sun
Here I Go Again You Don't Love Me (No, No, No)
If It's Lovin That You Want est une chanson de l'artiste barbadienne Rihanna issue de son premier album, Music of the Sun (2005). Elle a été écrite par Samuel Barnes, Scott LaRock, Makeba Riddick, Jean-Claude Oliver, Lawrence Parker et produite par Poke & Tone. Elle est le second et dernier single de l'album et sort le 19 août 2005. If It's Lovin' That You Want est une chanson R&B et tourne autour « d'une histoire basique sur un homme, « Que si c'est l'amour qu'il veut, il n'a qu'à la prendre pour copine car elle sait ce dont il a besoin » ». La chanson reçoit des critiques mitigées, la plupart d'entre elles critiquent la performance vocale de Rihanna mais sa structure musicale est complimentée. If It's Lovin' That You Want reçoit un petit succès dans le monde et atteint le top 40 dans quelques pays européens mais atteint le top 10 en Australie, Irlande et Nouvelle-Zélande. Aux États-Unis, la chanson ne connaît pas le même succès que Pon de Replay et atteint la 36e place du Billboard Hot 100. Elle atteint, cependant, la neuvième place du classement Pop Songs. Le clip, réalisé par Marcus Raboy, est filmé sur une plage de Californie et montre la chanteuse faire plusieurs activités comme le jet ski avec ses amis ou danser.

## Genèse et structure musicale
Après la sortie et le succès de Pon de Replay, le premier single de Rihanna et de son album Music of the Sun, If It's Lovin' That You Want est choisie pour être le second single. Lors d'une interview pour MTV, Rihanna explique que la chanson « dit à un mec : « Si c'est l'amour que tu veux, tu dois me prendre comme copine car je sais ce dont tu as besoin » ». Une suite de la chanson, intitulée If It's Lovin' That You Want – Part 2, en collaboration avec le rappeur Cory Gunz, est une piste bonus de l'album A Girl like Me (2006). La chanson a été écrite par Samuel Barnes, Scott LaRock, Makeba Riddick, Jean-Claude Oliver, Lawrence Parker et produite par Poke & Tone. Musicalement, c'est une chanson R&B. Selon la partition musicale de Musicnotes.com, la chanson est écrite dans la tonalité de La majeur, a une mesure en 4/4 et un tempo de 98 pulsations par minute. La gamme vocale de Rihanna s'étend entre les notes Fa3 et Sol5.

## Accueil

### Critique
La chanson reçoit généralement des critiques mitigées dont la plupart critiquent la performance vocale de Rihanna. Bill Lamb d'About.com écrit que même si la chanteuse fournit « une voix simple et plaisante », il remarque que sa voix est « trop claire » et « faible ». Lamb continue à commenter la chanson et écrit que si la chanson est « agréable » et « estivale » et pas « agressive », elle manque de recapturer le « refrain tueur de Pon de Replay ». Cependant, A. Vishnu de The Hindu a un avis contradictoire sur la performance vocale de Rihanna et écrit que la chanson « expose sa polyvalence et sa gamme vocale ». Un journaliste du Billboard loue la structure musicale et le rythme et écrit : « If It's Lovin' That You Want renforce la signature reggae de Rihanna avec un refrain qui démange quoique monotone mais que l'on ne peut oublier ». Un journaliste de Take40 et Kelefa Sanneh de The New York Times sont brefs dans leurs critiques d'If It's Lovin' That You Want. Le premier écrit que la chanson est plus « morose » que Pon de Replay et le second écrit que c'est « une belle » chanson.

### Commercial
If It's Lovin' That You Want ne connaît pas le même succès que Pon de Replay et n'atteint le top 10 que dans trois hits-parades. Aux États-Unis, elle atteint la 36e du Billboard Hot 100 le 31 décembre 2005 et la 99e position du Hot R&B/Hip-Hop Songs le 29 octobre 2005. En Australie, la chanson débute et atteint la neuvième place du hit-parade australien le 6 février 2006. La chanson perd une place la semaine suivante mais retourne en neuvième position la semaine d'après. Au total, elle passe deux semaines non-consécutives à cette place et quatorze dans le hit-parade. En Nouvelle-Zélande, la chanson débute à la douzième place le 19 décembre 2005. If It's Lovin' That You Want reste dans le top 20 pendant quatre semaines et atteint la neuvième position au bout de la cinquième. Au total, elle reste douze semaines dans le classement.
En Europe, If It's Lovin' That You Want débute à la quarantième place du hit-parade autrichien le 16 décembre 2005. Lors des cinq premières semaines, elle lutte pour rester dans le top 40 mais arrive en 31e position la sixième semaine et reste onze semaines dans le classement. En Suisse, la chanson débute en 25e position le 18 décembre 2005 et atteint la 19e place. Elle reste douze semaines dans le classement. Aux Pays-Bas, la chanson entre à la 76e position le 4 février 2006 et grimpe jusqu'au treizième rang la semaine suivante. Elle reste sept semaines dans le classement. En Flandre, la chanson débute à la cinquantième place le 31 décembre 2005 mais sort du classement la semaine suivante. Elle rentre en 38e position le 21 janvier 2006 et atteint la 25e place la semaine suivante. Elle reste dix semaines dans le hit-parade. Au Royaume-Uni, la chanson débute à la onzième position du UK Singles Chart le 10 décembre 2005 et sort du classement au bout de cinq semaines,.

## Clip
Le clip de la chanson est filmé en août 2005. en sur une plage de Malibu en Californie et réalisé par Marcus Raboy. Lors d'une interview pour MTV News, Rihanna parle du développement et du tournage en disant : « L'eau était si froide... mais oh mon dieu, c'était tellement bien... On chahutait sur les jets skis ». Durant l'interview, Rihanna parle de la vidéo et dit : « Cette vidéo parle de l'amusement et rappelle l'atmosphère des Caraïbes... on imite les sirènes sur le sable... et je me trémousse devant la caméra comme si c'était mon copain. Maintenant, nous devons faire des scènes avec les Tiki torches. Cela peut paraît incroyable ». Les chorégraphies ont été inventées par Fatima Robinson.
La vidéo commence lorsque Rihanna danse sur la plage et fait du jet ski avec ses amis durant le refrain et le premier couplet. À mi-chemin du premier couplet, la chanteuse se met à danser sur une plateforme avec quatre danseuses en portant « une jupe blanche courte et flottante » avec une vue sur l'océan en arrière-plan. Lors du second refrain, toutes les scènes s'intercalent entre elles et cela continue dans le second couplet où la chanteuse porte de nouveaux vêtements et s'allonge sur la plage avec des hommes. Lors du troisième refrain, qui est répété deux fois, Rihanna fait de la danse orientale avec les quatre danseuses au milieu d'un cercle Tiki la nuit. Le refrain est répété une dernière fois tandis que toutes les scènes s'intercalent entre elles.

## Versions
Téléchargement
1. If It's Lovin' That You Want – 3:50

CD single allemand/australien/européen/britannique
1. If It's Lovin' That You Want – 3:27
2. If It's Lovin' That You Want (avec Cory Gunz) – 3:50

EP irlandais
1. If It's Lovin' That You Want – 3:27
2. If It's Lovin' That You Want (Instrumental) – 3:20
3. Pon de Replay (Pon de Club Play) – 7:32

## Classements par pays
| Classement (2005-2006)                 | Meilleure position |
| -------------------------------------- | ------------------ |
| Allemagne (Media Control AG)           | 25                 |
| Australie (ARIA)                       | 9                  |
| Autriche (Ö3 Austria Top 40)           | 31                 |
| Belgique (Flandre Ultratop 50 Singles) | 25                 |
| Europe (Hot 100)                       | 35                 |
| Irlande (IRMA)                         | 8                  |
| Nouvelle-Zélande (RMNZ)                | 9                  |
| Pays-Bas (Single Top 100)              | 13                 |
| Royaume-Uni (UK Singles Chart)         | 11                 |
| Suisse (Schweizer Hitparade)           | 19                 |
| États-Unis (Hot 100)                   | 36                 |
| États-Unis (R&B/Hip-Hop Songs)         | 99                 |
| États-Unis (Pop Airplay)               | 9                  |